# Trebia Valles
Le Trebia Valles sono una struttura geologica della superficie di Marte.